# Alexander von Humboldt
Friedrich Wilhelm Heinrich Alexander von Humboldt, nemški naravoslovec in raziskovalec, * 14. september 1769, Berlin,  † 6. maj 1859, Berlin.
Študiral je rudarstvo in ekonomijo. Leta 1797 se je v celoti posvetil raziskovanju narave. Leta 1799 je odšel na raziskovalno odpravo v Srednjo in Južno Ameriko, skupaj z Aiméom Bonplandom. Do leta 1804 je prepotoval večji del Amerike. Do leta 1827 je v Parizu obdeloval podatke. Leta 1829 so mu Rusi plačali odpravo v Azijo. Po tem je delal Berlinu. Bil je prvi, ki je kvantitativno opredelil geografsko razširjenost rastlin, kar štejemo kot začetek biogeografije, vede, ki povezuje biologijo in geografijo. Bil je zelo vsestranski znanstvenik, ki se je ukvarjal tudi z drugimi naravoslovnimi vedami. Izdal je tudi nekaj knjig:
- Kozmos (pet knjig, 1845 do 1862) opisuje vse znanje tistega časa o naravoslovju
- 30 knjig o odpravi po Ameriki